# Shelley Conn

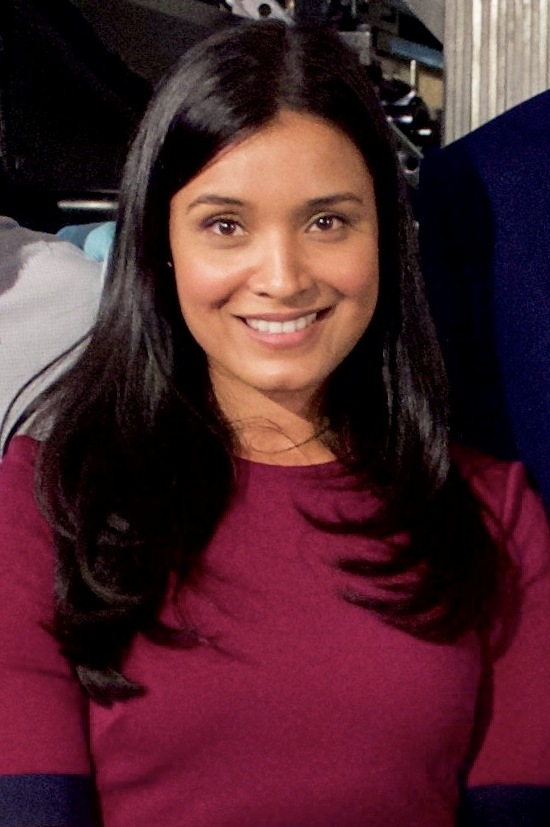
Shelley Conn (2016)

Shelley Conn (* 21. September 1976 in Barnet, London) ist eine britische Schauspielerin.

## Leben und Karriere
Shelley Conn ist die Großnichte der Schauspielkollegin und Landsfrau Merle Oberon. Conn studierte an der Cranbourne School in Basingstoke, Hampshire.
Nach der Zeit in der Schauspielschule war Conn in kleineren Rollen in britischen Filmen präsent. Sie trat in allen Medien (Fernsehen, Film und Theater) auf. So spielte sie in diversen europäischen und britischen Low-Budget-Filmen die Hauptrolle.
2000 spielte Conn im britischen Film Maybe Baby neben Hugh Laurie, Joely Richardson, Rowan Atkinson und Emma Thompson. 2002 in Besessen (LaBute) neben Aaron Eckhart und Gwyneth Paltrow. 2005 in Charlie und die Schokoladenfabrik neben Johnny Depp und Helena Bonham Carter. 2008 in den Fernsehserien The Palace, Mistresses, Trial & Retribution und 2009 in Dead Set. 2010 in Woher weißt du, dass es Liebe ist neben Reese Witherspoon, Paul Rudd, Owen Wilson, Jack Nicholson und Tony Shalhoub. In der am 25. März 2022 veröffentlichten zweiten Staffel der Netflix-Serie Bridgerton spielt sie die Rolle der Mutter von Kate Sharma, gespielt von Simone Ashley und Edwina Sharma gespielt von Charithra Chandran.  
Conn lebt in London und nahm 2006 am London-Marathon teil. 

## Filmografie (Auswahl)

### Filme
- 2000: Maybe Baby
- 2001: Hawkins (Fernsehfilm)
- 2002: Männlich, allein erziehend, sucht (Man and Boy, Fernsehfilm)
- 2002: Besessen (Possession)
- 2005: Transit (Fernsehfilm)
- 2005: Charlie und die Schokoladenfabrik (Charlie and the Chocolate Factory)
- 2006: L’entente cordiale
- 2006: Ninas himmlische Köstlichkeiten (Nina’s Heavenly Delights)
- 2010: Woher weißt du, dass es Liebe ist (How Do You Know)
- 2020: Love Sarah – Liebe ist die wichtigste Zutat (Love Sarah)

### Serien
- 2000–2002: Casualty (3 Episoden)
- 2001: Mersey Beat (10 Episoden)
- 2007: Party Animals (8 Episoden)
- 2008: The Palace (4 Episoden)
- 2008: Raw (6 Episoden)
- 2008: Dead Set (5 Episoden)
- 2008–2010: Mistresses – Aus Lust und Leidenschaft (Mistresses, 16 Episoden)
- 2010: Strike Back (6 Episoden)
- 2011: Terra Nova (13 Episoden)
- 2012: Silent Witness (2 Episoden)
- 2014: The Lottery (10 Episoden)
- 2015: W1A (Episode 2x04)
- 2016: Heartbeat (10 Episoden)
- 2017, 2020: Liar (11 Episoden)
- 2019: Deep State (4 Episoden)
- 2021: Die Bande aus der Baker Street (The Irregulars, Episode 1x03)
- 2021: McDonald & Dodds (Episode 2x02)
- 2022: Bridgerton (8 Episoden)
- 2023: Good Omens  (4 Episoden)
- 2023: Gen V (8 Episoden)
- 2024: Alex Rider (6 Episoden)
- 2025: Kommissar Wisting (Wisting, 1 Episode)
- 2025: Little Disasters